# Alden Hellmuth
Alden Hellmuth (*  um 1995 in Hartford) ist eine amerikanische Jazzmusikerin (Altsaxophon, Komposition).

## Leben und Wirken
Hellmuth wuchs in Hartford auf, wo sie ihren Bachelor-Abschluss in Musikmanagement an der Hartt School bei Abraham Burton absolvierte. 2025 machte sie ihren Master am Herbie Hancock Institute der University of California, Los Angeles. Sie lässt sich in ihrer Arbeit von Ingrid Laubrock, Steve Lehman und Ambrose Akinmusire sowie Louise Bourgeois inspirieren: „Geleitet von ihren Wurzeln in der Jazztradition und ihrer Leidenschaft für experimentelle Kunst, zielt ihre Musik bewusst darauf ab, die Grenzen zwischen Form und Freiheit zu verwischen.“
Mit der Baseler Focusyear-Band veröffentlichte Hellmuth 2022 das Album Tiny Windows. Ihr Debütalbum Good Intentions (2024) erhielt international gute Kritiken. Sie gehörte zu den Bands von Nat Reeves, Josh Evans, Adi Meyerson, Dezron Douglas, David Bryant, Sara McDonald und Moses Sumney und tourte mit Jeremy Pelt. Weiterhin ist sie mit Musikern wie Herbie Hancock, Dianne Reeves und Pablo Held aufgetreten. Auch arrangierte sie für Moses Sumney und Brandee Younger.
Hellmuth hat zahlreiche Auszeichnungen erhalten, zuletzt 2024 einen Herb Alpert Young Jazz Composer Award der ASCAP; sie war 2022 Halbfinalistin des New Music USA Next Jazz Legacy und erhielt 2021/22 eine Focusyear Fellowship. 2025 wurde ihr Album Good Intentions als internationales Newcomer-Album mit dem Deutschen Jazzpreis ausgezeichnet.

## Diskographische Hinweise
- Focusyear Band 2022: Tiny Windows (Neuklang 2022, mit Fernando Brox Merlo, Dima Bondarev, Roberto Nieva, Yvonne Rogers, Julia Perminova, Thiago Alves, Aaron Dolman)
- Good Intentions (Fresh Sound New Talent, 2024, mit Yvonne Rogers, Lucas Kadish, Kanoa Mendenhall, Timothy Angulo sowie Josh Evans, Chris McCarthy)